# 丰花草
丰花草（学名：Borreria stricta）为茜草科丰花草属下的一个种。